# Llúcia de Siracusa
|  | Per a altres significats, vegeu «Santa Llúcia (desambiguació)». |

Llúcia de Siracusa (283?-304?), coneguda com a Santa Llúcia, va ser una jove màrtir cristiana que és venerada com a santa per les Esglésies catòlica i ortodoxa. La seva festivitat se celebra el 13 de desembre, la nit més llarga de l'any segons el primer calendari julià, i és la santa patrona dels cecs i els malalts de la vista.
És una de les set dones, a part de la Mare de Déu, que es commemora pel nom a la missa canònica.

## Biografia
Es disposa de molt poques dades històriques sobre la vida de Llúcia de Siracusa: l'únic que se'n sap amb certesa és que va ser una màrtir de Siracusa durant les persecucions de l'emperador Dioclecià el 304 dC. La seva veneració es va escampar fins a Roma, i al segle vi l'Església la va canonitzar.

## Llegenda

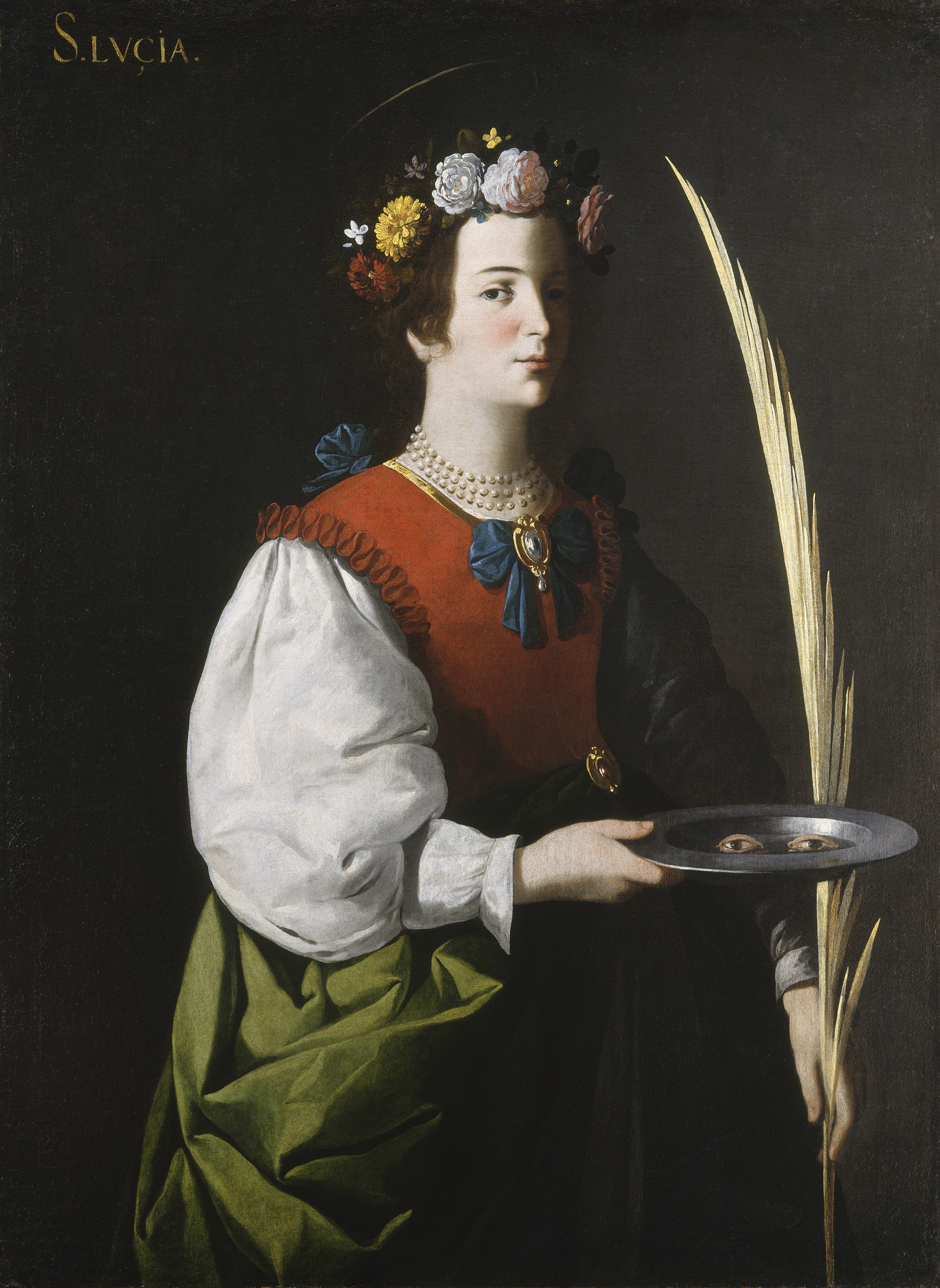
Santa Llúcia per Francisco de Zurbarán

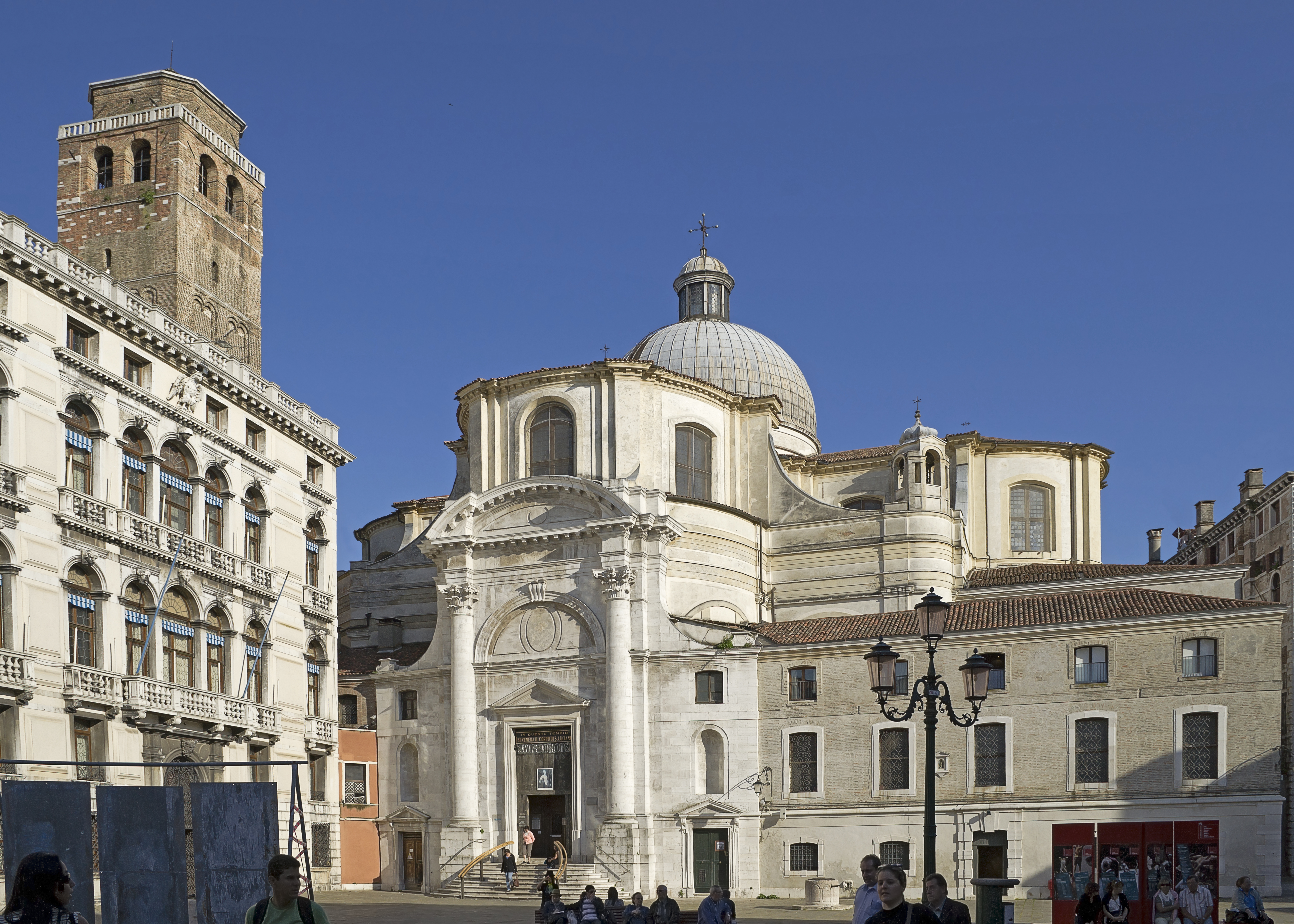
San Geremia de Venècia guarda les relíquies de Santa Llúcia.

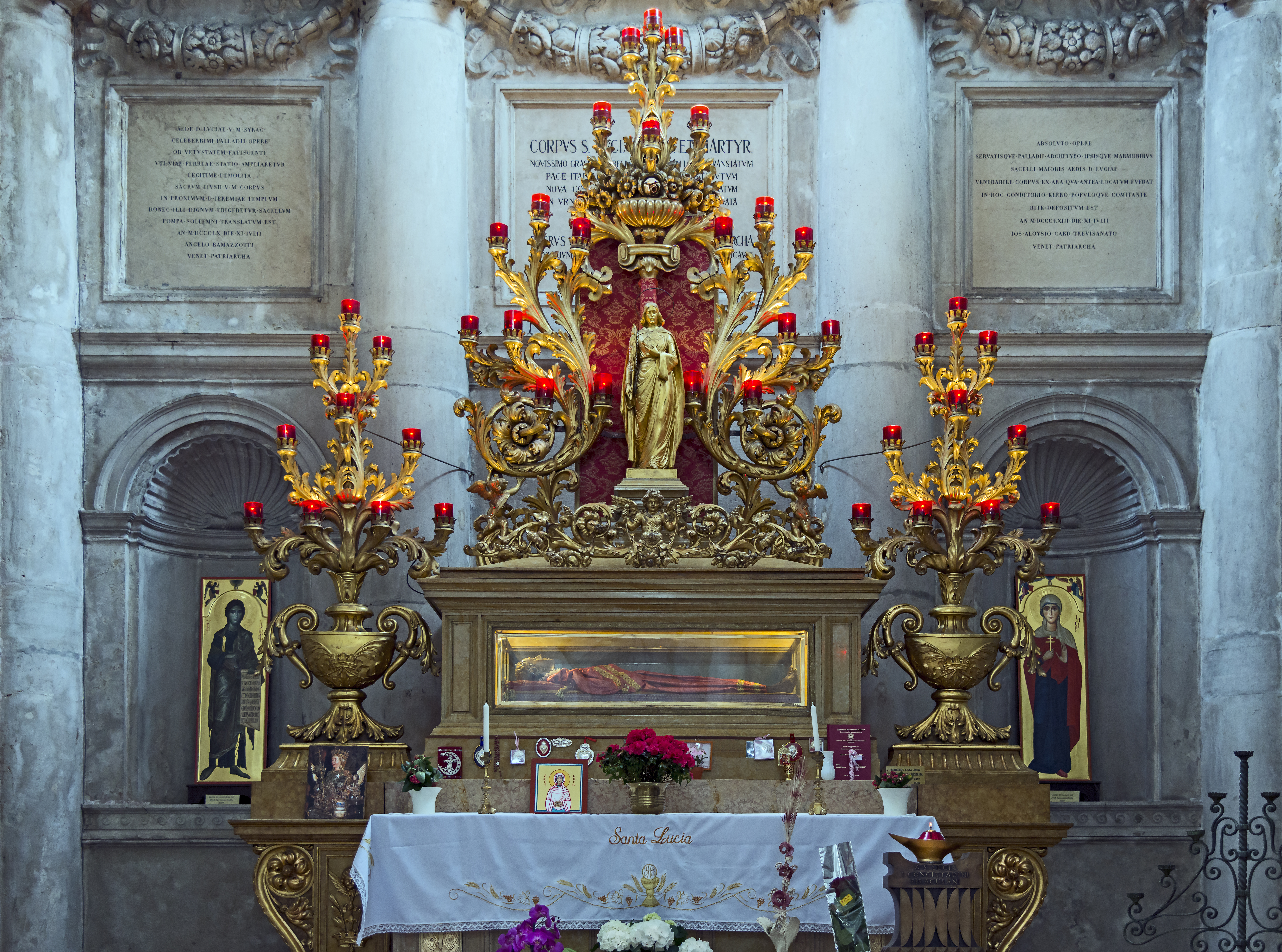
Cos de Santa Llúcia a San Geremia de Venècia.

Segons la creença popular, el pare de Llúcia havia mort quan ella era una nena. Llúcia havia decidit consagrar la vida a Déu i fer un vot de virginitat però la seva mare, Eutíquia, la va prometre amb un home pagà. Per convèncer la seva mare que l'alliberés del compromís, Llúcia la va portar a resar a la tomba de Santa Àgata per demanar-li que curés la disenteria que Eutíquia feia quatre anys que patia. La malaltia es va curar i la seva mare va accedir a cancel·lar el prometatge i repartir el dot entre els pobres.
Però el seu pretendent va denunciar-la com a cristiana a un tribunal romà, i va ser sotmesa a un judici en el qual s'intentà que abandonés la fe cristiana i adorés els déus pagans. Davant la negativa de Llúcia a venerar l'emperador Dioclecià com a Déu, va ser sotmesa a diverses tortures incloent-hi l'extracció dels ulls (tot i que segons la llegenda va continuar veient-hi) fins que finalment va ser decapitada.

## Iconografia
Com passa amb tots els màrtirs, Santa Llúcia és representada amb una palma i l'objecte del seu martiri (una espasa) com a atributs. A més a més, se sol representar mostrant els dos ulls que li van arrencar en una plata. Com a patrona dels cecs i guaridora dels mals de vista, els seus atributs també poden incloure un llibre o un llum d'oli.
Obresː
- Retaule de santa Llúcia, obra de Barnaba da Modena. Segle XIV (Museu de la catedral de Múrcia)
- Retaule de Santa Llúcia de Bartomeu de Robió. Segle XIV (Església de Sant Llorenç de Lleida)
- Imatge de santa Llúcia, escultura de pedra s. XIV (Museu Diocesà i Comarcal de Solsona)
- Martiri de Santa Llúcia, obra de Bernat Martorell, 1435-1440 (MNAC)
- Imatge que presideix la capella de santa Llúcia de la catedral de Barcelona.

## Patronatge
Santa Llúcia és coneguda de forma destacada per ser patrona de la vista, originant expressions populars com "Que Santa Llúcia et conservi la vista".
També és santa patrona dels pobres, dels cecs, dels nens malalts, dels camperols, i de molts oficis en què la vista és un requisit important com els electricistes, els xòfers, els afiladors, els modistes, els dissenyadors gràfics o els escriptors.
D'entre les ciutats que tenen a Santa Llúcia com a patrons s'hi troben Siracusa, Mortroux i Perusa, i als Països Catalans Bellmunt del Priorat, Vilamitjana i Gelida.

## Celebracions
El dia de Santa Llúcia és el 13 de desembre, data suposada del martiri de la Santa i que en el calendari julià original coincidia amb el solstici d'hivern, el dia 23 de desembre.<Costumari Joan Amades. Volum 5, pàg 888>
El dia de Santa Llúcia és considerat tradicionalment la data d'inici de les festes de Nadal. A la nit de Santa Llúcia solia començar a Barcelona la Fira de Santa Llúcia, que dura fins a Nadal i on es comencen a vendre figures de pessebre, avets, o d'altra ornamentació nadalenca. Actualment s'instal·la uns dies abans, amb unes 280 parades davant de la plaça de la catedral de Barcelona.
També són rellevants les fires de Santa Llúcia de Canyelles (al Garraf, que és la segona fira de Nadal més important de Catalunya), de Sant Feliu de Pallerols i de Prats de Lluçanès, i les festes de Santa Llúcia a Gelida.

## Festa de les Lletres Catalanes
La Nit de Santa Llúcia també és el nom amb què es coneix la "Festa de les lletres catalanes" que des del 1951 se celebra aquesta nit. El certamen, fundat per Josep M. Cruzet el 1951, atorga actualment el Premi Sant Jordi de novel·la, el Premi Carles Riba de poesia, el Premi Folch i Torres de narrativa infantil, el Premi Joaquim Ruyra de narrativa juvenil, i el Premi Mercè Rodoreda de contes i narracions.
A Gelida se celebra el mateix dia de Santa Llúcia (13 de desembre) un espectacle pirotècnic anomenat "LLÚCIAFOC" organitzat per la Colla de Diables de Gelida. L'any 2008 en va ser la primera edició.